# Lady Against the Odds
Pour plus de détails, voir Fiche technique et Distribution.
Lady Against the Odds est un téléfilm dramatique américain réalisé par Bradford May, sorti en 1992.

## Fiche technique
Sauf indication contraire, les informations mentionnées dans cette section peuvent être confirmées par les bases de données cinématographiques IMDb et Allociné,  présentes dans la section « Liens externes ».
- Titre original : Lady Against the Odds
- Réalisation : Bradford May
- Scénario : Laird Koenig et Bruce Murkoff, d'après l'œuvre de Rex Stout
- Musique : Joel McNeely
- Direction artistique :
- Décors : Ernie Bishop
- Costumes : Ron Talsky
- Photographie : Bradford May
- Son : Michael Evje
- Montage : Daniel T. Cahn
- Production : 
  - Production déléguée : Diane Sokolow et Mel Sokolow
- Sociétés de production : Robert Greenwald Productions, The Sokolow Comapny et MGM Television
- Sociétés de distribution : NBC
- Pays de production :  États-Unis
- Langue originale : anglais
- Genre : Drame
- Durée : 100 minutes
- Date de diffusion :
  - États-Unis : 20 avril 1992

## Distribution
Sauf indication contraire, les informations mentionnées dans cette section peuvent être confirmées par les bases de données cinématographiques IMDb et Allociné,  présentes dans la section « Liens externes ».
- Crystal Bernard : Dol Bonner
- Annabeth Gish : Sylvia Raffray
- Rob Estes : Martin Andersen
- Kevin Kilner : Steve Zimmerman
- John Finn : Lieutenant Donnelly
- Dan Castellaneta : Len Chisholm
- Heather McAdam : Janet Storrs
- Steven Flynn : Thomas King
- Roy Thinnes : P.L. Storrs
- Polly Bergen : Cleo Storrs
- BarBara Luna : Lily Norton
- Josh Clark : Dan Porter
- Benji Gregory : le garçon aux journaux
- Kristopher Logan : un homme dans le jardin
- Grace Morley : Lana
- Sean Whalen : le caporal